# Eric Huysecom
Éric Huysecom, né le 13 novembre 1956 à Ixelles, en Belgique, est un archéologue, préhistorien, numismate et historien de l'art, de nationalités suisse et belge, professeur à l'université de Genève, et responsable du laboratoire Archéologie et Peuplement de l'Afrique.

## Biographie

### Formation
Après avoir débuté des études en médecine vétérinaire à l'Université de Liège en 1974-75, Eric Huysecom obtient en 1979 une licence en Histoire de l'Art et Archéologie à l'Université libre de Bruxelles, se spécialisant en Préhistoire auprès du professeur Pierre-Paul Bonenfant. Parallèlement, il se forme à la numismatique au Cabinet des Médailles de Bruxelles par Marcel Thirion et Jacqueline Lallemand. Boursier du Deutscher Akademischer Austauschdienst de 1979 à 1981, puis de l'Institut Archéologique allemand entre 1981 et 1985, il soutient en 1985 sa thèse de doctorat en archéologie africaine à l'Institut de Pré- et Protohistoire de l'université Johann Wolfgang Goethe de Francfort-sur-le-Main sous la direction des professeurs Hermann Müller-Karpe et Albrecht Jockenhövel.

### Enseignement et fonctions académiques
Après avoir été responsable de programme à l'Institut Frobenius de 1985 à 88, il est nommé comme enseignant à l'Université de Genève en 1988, titularisé professeur en 2008. Il y dispense depuis 1988 plusieurs cours en archéologie africaine. Après avoir co-dirigé avec le professeur Alain Gallay la "Mission archéologique et ethnoarchéologique suisse en Afrique de l'Ouest", il crée en 1997 le Laboratoire Archéologie et Peuplement de l'Afrique qu'il dirige jusqu'à ce jour. À l'Université de Genève, il est depuis 2009 membre du Conseil Participatif de la Faculté des Sciences, qu'il préside depuis 2018, Conseiller spécial du Rectorat pour l'Afrique depuis 2013, et membre ou président de nombreuses commissions universitaires nationales ou internationales. Il a notamment été élu membre du bureau de la Pan African Archaeological Association, fonction qu'il a assumée de 2005 à 2018, et président de la Society of Africanist Archaeologist, mandat exercé de 2016 à 2018,,.

## Activités scientifiques et fouilles archéologiques
Après des fouilles menées dès 1972 en Belgique, en France et en Allemagne sur des sites préhistoriques, romains ou mérovingiens, Eric Huysecom se spécialise dès 1976 sur les sépultures mégalithiques de Belgique, fouillant notamment l'allée couverte de Wéris sur laquelle il publiera une monographie en 1981. En 1982 il publie, un siècle après les travaux du baron Alfred de Loë, la première synthèse sur les sépultures mégalithiques en Belgique. Il étend ensuite ses recherches sur la mise en évidence de rapports culturels entre le néolithique final allemand et franco-belge, mettant ainsi en évidence en 1986 l'existence de relations est-ouest depuis l'Ukraine jusqu'à la Bretagne.
Parallèlement, il mène et publie de nombreuses recherches en numismatique romaine et celtique entre 1973 et 1987. Celles-ci ont amené à la proposition d'une nouvelle approche des monnaies celtiques trouvées en fouille grâce au concept de "spectre de circulation".
Chargé en 1985 par l'Institut Frobenius et l'Institut archéologique allemand de la mise en place d'un programme de recherche archéologique au Mali, dans le Parc National de la Boucle du Baoulé, ses fouilles dans l'abri-sous-roche de Fanfannyégéné et environs ont permis non seulement de découvrir une culture néolithique originale, le "faciès néolithique du Baoulé", mais aussi, pour la première fois, de mettre en évidence sur une longue distance, depuis le Sahara malien jusqu'au littoral du Cap Vert, une voie de repli de populations et/ou d'échanges culturels consécutifs à l'aridification du Sahara qui s'installa dès 2800 BCE.
En 1988, avec Alain Gallay, il prend la codirection de la Mission Archéologique et Ethnoarchéologique suisse en Afrique de l'Ouest qui étudie les traditions céramiques actuelles du Delta intérieur du Niger. Ces travaux ont permis l'interprétation culturelle, fonctionnelle et technique des vestiges archéologiques découverts sur les fouilles qu'il dirige entre 1988 et 1990 à Hamdallahi, la capitale de l'empire peul du Massina. Il utilise aussi l'approche ethnoarchéologique dans le cadre d'une étude sur la métallurgie du fer chez les Dogon, qui a notamment donné lieu à la réalisation du film documentaire Inagina, l'ultime maison du fer. Cette approche lui permet également de définir un concept de "Néolithique africain", mieux adapté à ce continent.
Dès 1991, il entame également ses recherches sur les peintres de genre et paysagistes flamands du XVIIe siècle, se spécialisant notamment sur certains artistes tels que le peintre voyageur Gillis Peeters I.

### Le Programme international Peuplement Humain et Paléoenvironnement en Afrique[12]
À la suite de la découverte du gisement d’Ounjougou,, (Pays dogon, Mali) qui comprend des centaines de sites archéologiques stratifiés répartis dans une zone de plus de 10 km2, livrant du matériel archéologique du Paléolithique ancien à l’époque actuelle, associé à des micro- et macrorestes végétaux dans un état de conservation exceptionnel pour l'Afrique subsaharienne, Eric Huysecom met sur pied en 1997 le programme de recherche international et interdisciplinaire "Peuplement humain et paléoenvironnement en Afrique ",. Ce programme interdisciplinaire, financés en grande partie par le Fonds National Suisse de la Recherche Scientifique, la Fondation Suisse-Liechtenstein pour les Recherches archéologiques à l’étranger et qui rassemble une trentaine de chercheurs appartenant à 11 institutions académiques européennes et africaines, a pour principal objectif l’étude des interactions entre populations humaines et variations climatiques et environnementales. Ce programme s’intéresse depuis 2012 également à d’autres régions importantes pour la compréhension du peuplement de l’Afrique, comme la vallée de la Falémé au Sénégal oriental et la région côtière en Côte d'Ivoire.
C'est dans le cadre de ce programme qu'il met au jour à Ounjougou, dans un contexte géologique et archéobotanique bien défini, des céramiques datées du Xe millénaire av. J.-C., qui constituent les plus anciens vestiges de ce type connus à ce jour en Afrique, légèrement postérieurs à ceux du Japon, de Chine et de Sibérie,.

## Bourses et distinctions
Eric Huysecom a obtenu à plusieurs reprises, entre 1981 et 1985, les bourses doctorales sur concours de l'Institut Archéologique Allemand (DAI) et, en 1985, une bourse postdoctorale du Fonds de la Recherche Scientifique Allemand (DFG). En 1997, il obtient le Grand prix et le prix du public au IIe Festival international du film archéologique à Bruxelles, pour la réalisation et la direction scientifique du film Inagina, l'ultime maison du fer. En 1998, il reçoit l'Award of commendation de la Society for Visual Anthropology of the American Anthropological Association pour le même film. En 2008, il est nommé par l'Institut archéologique Allemand membre correspondant pour la Suisse, et membre ordinaire de l'Institut en 2013. En 2016 il est élu président de la Society of Africanist Archaeologists.

## Publications[21]

### Monographies
- Kiénon-Kaboré H, Loukou S. & Huysecom, E. Un siècle de recherches archéologiques en Côte d’Ivoire : bilan et perspectives. Abidjan : Editions Universitaires de Côte d’Ivoire (EDUCI), Collection : Histoire. 2018.
- Mayor A., Negri V. & Huysecom E., (éds). African Memory in Danger - Mémoire africaine en péril. Journal of African Archaeology Monograph series, vol. 11. Francfort : Africa Magna Verlag. 2015.
- Gallay A., Huysecom E., Mayor A. & Gelbert A. Potières du Sahel. À la découverte des traditions céramiques de la Boucle du Niger (Mali), Golion : Infolio. 2012.
- Huysecom E. Fanfannyégèné I. Un abri sous-roche à occupation néolithique au Mali - La fouille, le matériel archéologique, l'art rupestre, Sonderschriften des Frobenius Instituts 8, Wiesbaden: Steiner Verlag. 1990.
- Huysecom E. Die archäologische Forschung in Westafrika, Materialen zur Allgemeinen und Vergleichenden Archäologie 33/1-2, Münich: Beck Verlag, 2 volumes, 851 pp., 123 figg., 15 cartes. 1987.
- Huysecom E. Les allées couvertes de Wéris, Publications de l'Institut Archéologique du Luxembourg 57, Arlon: éd. G. Everling. 1981.
- Huysecom E. Les antoniniens des légions de Gallien, Bruxelles : éd. Amphora. 1975.

### Articles
- Fiorillo F., Hendricks L., Hajdas I., Vandini M. & Huysecom E., 2021, The rediscovery of Jan Ruyscher and its consequence, Journal of the American Institute for Conservation 60.
- Chevrier B, Lespez L, Lebrun B, Garnier A, Tribolo C, Rasse M., Guérin G., Mercier N., Camara A., Ndiaye M. & Huysecom E., 2020. New data on settlement and environment at the Pleistocene/Holocene boundary in Sudano-Sahelian West Africa: Interdisciplinary investigation at Fatandi V, Eastern Senegal, PLOS ONE 15/12 : p. e0243129.
- Truffa Giachet M., Gratuze B., Mayor A. & Huysecom E., 2020. Compositional and provenance study of glass beads from archaeological sites in Mali and Senegal at the time of the first Sahelian states, PLOS ONE 15/12 : p. e0242027.
- Huysecom E., 2020. The First Emergence of Ceramic Production in Africa. In : Chirikure Sh. (ed), Oxford Research Encyclopedia of Anthropology, New York : Oxford University Press, p. 1-14
- Truffa Giachet M., Gratuze B., Ozainne S., Mayor A. & Huysecom E., 2019. A Phoenician glass eye bead from 7th-5th c. cal BCE Nin-Bèrè 3, Mali : Compositional characterisation by LA–ICP–MS, Journal of Archaeological Science : Reports 24, p. 748-758.
- Chevrier B., Huysecom E., Soriano S., Rasse M., Lespez L., Lebrun B. & Tribolo C., 2018. Between continuity and discontinuity : An overview of the West African Palaeolithic over the last 200'000 years, Quaternary International 466 : p. 3-22.
- Huysecom E., Hajdas I., Renold M.-A., Synal H.-A. & Mayor A., 2017. The « enhancement » of cultural heritage by AMS dating : Ethical questions and practicals proposals, Radiocarbon 59/2, p. 559-563.
- Mayor A. & Huysecom E., 2016. Cultural Pathways to Development among Communities : The cultural Banks in Mali. In : Schmidt, P. R. & Pikirayi I. eds. Community Archaeology and Heritage in Africa : Decolonising Practice. New York, London : Routledge, p. 153-180.
- Chevrier B., Rasse M., Lespez L., Tribolo C., Hajdas I., Guardiola Fígols M., Lebrun B., Leplongeon A., Camara A. & Huysecom E., 2016. West African Palaeolithic history: New archaeological and chronostratigraphic data from the Falémé valley, eastern Senegal, Quaternary International 408 (B), p. 33-52.
- Huysecom E. 2015. Éthique et archéologie africaine : quelques pistes de réflexion. In : A. Mayor, V. Negri & E. Huysecom (éds). African Memory in Danger – Mémoire africaine en péril. Journal of African Archaeology Monograph series, vol. 11. Francfort : Africa Magna Verlag : 61-67.
- Huysecom E., Ozainne S., Jeanbourquin C., Mayor A., Canetti M., Loukou S., Chaix L., Eichhorn B., Lespez L., Le Drezen Y., Guindo N., 2015. Towards a better Understanding of Sub-Saharan Settlement Mounds before 1400 AD: the tells of Sadia on the Seno Plain (Dogon Country, Mali). Journal of African Archaeology 13/1: 7 - 38.
- Huysecom E., 2014. Archaeology of the Ounjougou Site Complex. In : Smith C. (ed), Encyclopedia of Global Archaeology vol. 11, New-York: Springer : 5664 - 5670.
- Mayor A., Huysecom E., Ozainne S. & Magnavita S., 2014. Early social complexity in the Dogon Country (Mali) as evidenced by a new chronology of funerary practices, Journal of Anthropological Archaeology 34: 17 - 41.
- Soriano S. & Huysecom E., 2012. Lithic industry as an Indicator of Ceramic Diffusion in the Early Neolithic of West Africa: a Case Study at Ounjougou (Mali), Journal of African Archaeology 10/1 : 85-101.
- Lespez L., Le Drezen Y., Garnier A., Rasse M., Eichhorn B., Ozainne S. Ballouche A., Neumann K. & Huysecom E., 2011. High-resolution fluvial records of Holocene environmental changes in the Sahel : the Yamé River at Ounjougou (Mali, West Africa), Quaternary Science Reviews 30/5-6 : 737-756.
- Huysecom E., Rasse M., Lespez L., Neumann K., Fahmy A., Ballouche A., Ozainne S., Maggetti M., Tribolo C. & Soriano S., 2009. The emergence of pottery in Africa during the 10th millenium calBC: new evidence from Ounjougou (Mali), Antiquity 83 : 905-917.
- Mayor A., Huysecom E., Gallay A. Rasse M & Ballouche A. 2005. Populations dynamics and paleoclimate over the last 3000 years in the Dogon Country (Mali), Journal of Anthropological Archaeology 24 : 25 – 61.
- Huysecom E., Ozainne S., Raeli F., Ballouche A., Rasse M. & Stokes S. 2004. Ounjougou (Mali): A history of Holocene settlement at the southern edge of the Sahara, Antiquity 78, no 301 : 602 – 616.
- Robert A., Soriano S., Rasse M., Stokes S. & Huysecom E. 2003. First chrono-cultural reference framework for the West African Palaeolithic : new data from Ounjougou (Dogon Country, Mali), Journal of African Archaeology 1/2 : 151 –169.
- Huysecom E. 2001. Technique et croyance des forgerons africains, éléments pour une approche ethnoarchéologique, in: Descoeudres J.-P., Huysecom E., Serneels V. & Zimmermann J.-L. (eds), The Origins of Iron Metallurgy. Proceedings of the First International Colloquium on: The Archaeology of Africa and the Mediterranean Basin, Mediterranean archaeology 14 : 73 - 82.
- Huysecom E. 2001 The beginning of Iron metallurgy: from sporadic inventions to irreversible generalizations, in: Descoeudres J.-P., Huysecom E., Serneels V. & Zimmermann J.-L. (eds), The Origins of Iron Metallurgy. Proceedings of the First International Colloquium on: The Archaeology of Africa and the Mediterranean Basin, Mediterranean archaeology 14 : 1 - 5.
- Huysecom E. 1996. Le concept de "Néolithique" en Afrique noire vu au travers d'observations ethnoarchéologiques, in : Aumassip G., Desmond Clark J. & Mori F. (eds), The prehistory of Africa, XIIIth International Congress of Prehistoric and Protohistoric Sciences (UISPP), Forlì 8 - 14 septembre 1996, Colloquia XV, Forlì: ABACO edizioni : 257-262.
- Huysecom E. 1996. Iron Age terracotta pestles in the Sahel area : an ethnoarchaeological approach, in: Krzyzaniak L., Kroeper K., Kobusiewicz M. (eds), Interregional Contacts in the Later Prehistory of Northeastern Africa, Studies in African Archaeology 5, Poznań: Poznań Archaeological Museum, 419 - 458.
- Huysecom E., Mayor A, Marchi S. & Conscience A.-C. 1996. Styles et chronologie dans l'art rupestre de la Boucle du baoulé (Mali): l'abri de Fanfannyégèné II, Sahara 8 : 53 - 60, pl. A - C.
- Huysecom E. 1994. Identification technique des céramiques africaines, in: Terre cuite et société. La céramique, document technique, économique, culturel. Actes des XIVe rencontres internationales d'Archéologie et d'Histoire d'Antibes, 21-23 octobre 1993, Juan-les-Pins: éd. du CNRS, 31 - 44.
- Huysecom E. 1993. Le "faciès néolithique du Baoulé" au Mali, in: Pavúk J. (ed), Proceedings of the XIIth International Congress of Prehistoric and Protohistoric Sciences (UISPP), Bratislava 1-7 septembre 1991, vol. 2, Bratislava: Institut archéologique de l’Académie Slovaque des Sciences, 486 - 490.
- Huysecom E. 1993. Ethnoarchäologie - Methodologie und Perspektiven, Ethnographisch - Archäologische Zeitschrift 34 : 241 - 250.
- Huysecom E. 1992. Vers une ethnoarchéologie appliquée : exemples africains, in : Ethnoarchéologie : justification, problèmes, limites, Actes des XIIe rencontres internationales d'Archéologie et d'Histoire d'Antibes, 17-19 octobre 1991, Juan-les-Pins: éd. du CNRS, 91 - 102.
- Huysecom E. 1986. La question des bouteilles à collerette. Identification et chronologie d'un groupe méridional répandu de l'Ukraine à la Bretagne, in: Chancerel A., Jéhanne B. & Verron G. (eds), Actes du Xe colloque interrégional sur le néolithique, Université de Caen 30.9 – 2.10.1983, Revue Archéologique de l'Ouest supplément 1: 195 - 215.
- Huysecom E. 1985. Über den keltischen Geldumlauf im Departement Oise (Frankreich). Zu Untersuchungsmethode und Interpretationsmöglichkeiten der Münzfunde, Studien zu Fundmünzen der Antike 3 : 1 - 12.
- Huysecom E. 1982. Les sépultures mégalithiques en Belgique. Inventaire et essai de synthèse, Bulletin de la Société Royale Belge d'Anthropologie et de Préhistoire 93 : 63 - 85.
- Huysecom E. 1982. Contribution à l'étude des monnaies celtiques, II, à propos des récentes découvertes monétaires de Champlieu (Oise, 1981) et des phases de circulation en Gaule Belgique sous César et Auguste, Revue Belge de Numismatique 128 : 27 - 38, pl. I.
- Huysecom E. 1979. À propos d'une variante inédite du denier de consécration d'Hadrien et de la datation de cette monnaie, Bulletin du Cercle d'Études Numismatiques 16 : 45 - 50.
- Huysecom E. 1977. Un denier inédit de Trajan (98-99), Bulletin du Cercle d'Études Numismatiques 14 : 10-11.